# Любиська
Любиська (пол. Lubiska) — село в Польщі, у гміні Єжув Бжезінського повіту Лодзинського воєводства.
Населення — 101 особа (2011).
У 1975-1998 роках село належало до Скерневицького воєводства.

## Демографія
Демографічна структура станом на 31 березня 2011 року:
|          | Загалом | Допрацездатний вік | Працездатний вік | Постпрацездатний вік |
| -------- | ------- | ------------------ | ---------------- | -------------------- |
| Чоловіки | 51      | 9                  | 34               | 8                    |
| Жінки    | 50      | 8                  | 25               | 17                   |
| Разом    | 101     | 17                 | 59               | 25                   |